# Alicia Herrero Liñana
Alicia Herrero Liñana (* 29. Dezember 1998 in Manuel) ist eine spanische Tennisspielerin.

## Karriere
Herrero Liñana spielt bislang vorrangig auf der ITF Women’s World Tennis Tour, wo sie bisher einen Titel im Einzel und zwölf Titel im Doppel gewann.

### College Tennis
Von 2018 bis 2022 spielte Herrero Liñana für das Damentennisteam der Baylor Bears der Baylor University.

## Turniersiege

### Einzel
| Nr. | Datum          | Turnier   | Kategorie | Belag | Finalgegnerin | Ergebnis  |
| --- | -------------- | --------- | --------- | ----- | ------------- | --------- |
| 1.  | 27. April 2025 | Charlotte | ITF W35   | Sand  | Ayana Akli    | 6:1, 7:61 |

### Doppel
| Nr. | Datum             | Turnier       | Kategorie | Belag        | Partnerin             | Finalgegnerinnen                      | Ergebnis         |
| --- | ----------------- | ------------- | --------- | ------------ | --------------------- | ------------------------------------- | ---------------- |
| 1.  | 4. Dezember 2021  | Cancún        | ITF W15   | Hartplatz    | Melany Solange Krywoj | Minami Akiyama Miho Kuramochi         | 6:4, 6:2         |
| 2.  | 18. Juni 2022     | Santo Domingo | ITF W25   | Hartplatz    | Melany Solange Krywoj | Gabriela Knutson Katarína Strešnáková | 6:2, 6:4         |
| 3.  | 19. November 2022 | Waco          | ITF W15   | Hartplatz    | Marija Kononowa       | Melany Solange Krywoj Vanda Vargova   | 4:6, 6:3, [10:7] |
| 4.  | 4. März 2024      | Córdoba       | ITF W15   | Sand         | Melany Solange Krywoj | Camila Romero Candela Vázquez         | 6:2, 5:7, [10:5] |
| 5.  | 6. April 2024     | Jackson       | ITF W35   | Sand         | Melany Solange Krywoj | Victoria Flores Hiroko Kuwata         | 6:3, 2:6, [10:7] |
| 6.  | 8. Juni 2024      | Sumter        | ITF W75   | Hartplatz    | Melany Solange Krywoj | Sophie Chang Dalayna Hewitt           | 6:3, 6:3         |
| 7.  | 22. Juni 2024     | Wichita       | ITF W35   | Hartplatz    | Melany Solange Krywoj | Ashton Bowers Sophia Webster          | 6:3, 6:3         |
| 8.  | 20. Juli 2024     | Evansville    | ITF W75   | Hartplatz    | Melany Solange Krywoj | Hiroko Kuwata Sahaja Yamalapalli      | 6:2, 6:0         |
| 9.  | 3. August 2024    | Pilar         | ITF W35   | Sand         | Melany Solange Krywoj | María Paulina Pérez Noelia Zeballos   | 6:1, 6:3         |
| 10. | 23. November 2024 | Boca Raton    | ITF W50   | Sand         | Anna Rogers           | Marija Kononowa Marija Kosyrewa       | 6:2, 6:1         |
| 11. | 29. März 2025     | Vacaria       | ITF W75   | Sand (Halle) | Robin Anderson        | Despina Papamichail Julia Riera       | 7:5, 6:4         |
| 12. | 5. April 2025     | Jackson       | ITF W35   | Sand         | Maribella Zamarripa   | Diletta Cherubini Victoria Osuigwe    | 6:0, 6:2         |